# 教育法令一覧
| 上位の一覧   | 教育関係記事一覧 日本の法律一覧 |
| 収録レベル   | 全法令                          |
| 他のレベル   | 教育に係わる国際法              |
| 配列         | 五十音順                        |
| ポータル     | 教育                            |
| 案内所       | なし                            |
| プロジェクト | 法令                            |

教育法令一覧（きょういくほうれいいちらん）は、日本における教育に関する法令（法律、および、法律に基づく命令）の一覧である。

## 法律

### 基本法（法律）
- 教育基本法
- 食育基本法
- 障害者基本法

### あ行
- 音楽文化の振興のための学習環境の整備等に関する法律

### か行
- 学校給食法
- 学校教育の情報化の推進に関する法律
- 学校教育の水準の維持向上のための義務教育諸学校の教育職員の人材確保に関する特別措置法（学校教育人材確保法）
- 学校教育法
- 学校図書館法
- 学校保健安全法
- 義務教育諸学校等の施設費の国庫負担等に関する法律
- 義務教育諸学校における教育の政治的中立の確保に関する臨時措置法（中立確保法）
- 義務教育諸学校の教科用図書の無償措置に関する法律（教科書無償措置法）
- 義務教育諸学校の教科用図書の無償に関する法律
- 義務教育費国庫負担法
- 教育公務員特例法
- 教育公務員特例法第三十八条の規定の適用を受ける公立学校職員等について学校看護婦としての在職を準教育職員としての在職とみなすことに関する法律
- 教育職員免許法
- 教育職員免許法施行法
- 教科書の発行に関する臨時措置法（教科書臨時措置法）
- 教職員の除去、就職禁止等に関する政令を廃止する法律
- 公衆衛生修学資金貸与法
- 高等学校の定時制教育及び通信教育振興法
- 公立学校施設災害復旧費国庫負担法
- 公立学校の学校医、学校歯科医及び学校薬剤師の公務災害補償に関する法律
- 公立義務教育諸学校の学級編制及び教職員定数の標準に関する法律（義務標準法）
- 公立高等学校危険建物改築促進臨時措置法
- 公立高等学校の適正配置及び教職員定数の標準等に関する法律
- 公立大学に置かれた文部事務官等の身分上の措置に関する法律
- 公立の学校の事務職員の休職の特例に関する法律
- 公立の義務教育諸学校等の教育職員の給与等に関する特別措置法（給与特別措置法）
- 公立の大学等における外国人教員の任用等に関する特別措置法
- 国立国会図書館法の規定により行政各部門に置かれる支部図書館及びその職員に関する法律
- 国立大学法人法
- 国立大学法人法等の施行に伴う関係法律の整備等に関する法律
- 古典の日に関する法律
- 子どもの読書活動の推進に関する法律

### さ行
- 市町村立学校職員給与負担法
- 社会教育法
- 就学困難な児童及び生徒に係る就学奨励についての国の援助に関する法律（就学援助法）
- 生涯学習の振興のための施策の推進体制等の整備に関する法律
- 小学校及び中学校の教諭の普通免許状授与に係る教育職員免許法の特例等に関する法律
- 昭和二十七年九月三十日以前に給与事由の生じた旧財団法人私学恩給財団の年金の特別措置に関する法律
- 昭和四十四年度以後における私立学校教職員共済組合からの年金の額の改定に関する法律
- 昭和六十二年度及び昭和六十三年度における私立学校教職員共済組合法の年金の額の改定の特例に関する法律
- 私立学校教職員共済法
- 私立学校振興助成法
- 私立学校法
- 私立大学の研究設備に対する国の補助に関する法律
- 女子教職員の出産に際しての補助教職員の確保に関する法律

### た行
- 大学の教員等の任期に関する法律
- 地方教育行政の組織及び運営に関する法律
- 地方青少年問題協議会法
- 地方独立行政法人法
- 特別支援学校の幼稚部及び高等部における学校給食に関する法律
- 特別支援学校への就学奨励に関する法律（就学奨励法）
- 図書館法

### な行
- 日本語教育の推進に関する法律
- 日本私立学校振興・共済事業団法
- 農業、水産、工業又は商船に係る産業教育に従事する公立の高等学校の教員及び実習助手に対する産業教育手当の支給に関する法律

### は行
- 博物館法
- 放送大学学園法
- へき地教育振興法
- 文化財保護法

### ま行
- 文部科学省設置法
- 文部科学省著作教科書の出版権等に関する法律

### や行
- 夜間課程を置く高等学校における学校給食に関する法律
- ユネスコ活動に関する法律

### ら行
- 理科教育振興法

## 政令
法施行令などは、記事があるもののみ掲載した。

### あ行
- 奄美群島の復帰に伴う文部省関係法令の適用の暫定措置等に関する政令
- 沖縄の復帰に伴う文部省関係法令の適用の特別措置等に関する政令

### か行
- 鹿児島県大島郡十島村に関する文部省関係法令の適用及びこれに伴う経過措置等に関する政令
- 学校教育法施行令
- 学校施設の確保に関する政令
- 学校図書館法附則第二項の学校の規模を定める政令
- 義務教育諸学校における教育の政治的中立の確保に関する臨時措置法第五条の請求の手続を定める政令
- 義務教育費国庫負担法第二条ただし書の規定に基づき教職員の給与及び報酬等に要する経費の国庫負担額の最高限度を定める政令
- 高等師範学校専攻科卒業者ノ称号ニ関スル件
- 公立学校の学校医、学校歯科医及び学校薬剤師の公務災害補償の基準を定める政令

### さ行
- 産業教育手当の支給を受ける実習助手の範囲を定める政令
- 市町村立学校職員給与負担法附則第三項の規定に基づき学校栄養職員の範囲を定める政令
- 指定都市の設置する高等学校の定時制課程の校長等に係る退職年金及び退職一時金の基礎となるべき在職期間の通算等の経過措置に関する政令
- 私立学校教職員共済組合法の年金の額の改定に関する政令
- 私立学校教職員共済法の年金の額の改定に関する政令

### は行
- 平成十五年度における特定の都道府県の公立義務教育諸学校等に係る教職員の給与及び報酬等に要する経費等の国庫負担額の最高限度額の算定の基礎となる額を定める政令

## 省令

### あ行
- 沖縄の復帰に伴う文部省関係省令の適用の特別措置等に関する省令

### か行
- 各種学校規程
- 学位規則
- 学校教育法施行規則
- 学校教育法施行規則第八十九条の規定により私立学校令によつてのみ設立された学校より除くものを定める省令
- 学校教育法第六十九条の四第二項に規定する基準を適用するに際して必要な細目を定める省令
- 学校教育法等の一部を改正する法律附則第二項の規定に基づき同法による改正後の学校教育法第五十五条の三の規定を適用しない者を定める省令
- 学校図書館司書教諭講習規程
- 学校法人会計基準
- 教育映画等審査規程
- 教育公務員特例法第三十一条及び第三十五条の規定に基づく国立教育政策研究所の長等の選考の手続及び任期等を定める手続に関する省令
- 教育職員免許法施行規則
- 教員資格認定試験規程
- 教科用図書検定規則
- 技能教育施設の指定等に関する規則
- 高等学校設置基準
- 高等学校通信教育規程
- 高等専門学校設置基準

### さ行
- 社会教育主事講習等規程
- 社会通信教育規程
- 就学義務猶予免除者等の中学校卒業程度認定規則
- 小学校設置基準
- 昭和四十四年度以後における私立学校教職員共済組合からの年金の額の改定に関する法律施行令第二条第三項に規定する金額の特例を定める省令
- 児童生徒急増地域の指定に関する細目を定める省令
- スポーツ指導者の知識・技能審査事業の認定に関する規程
- スポーツ指導者の知識・技能審査事業の名称等に関する省令
- スポーツ振興投票に係る業務の委託を受けた金融機関の業務の運営に関する命令（総理府・大蔵省・文部省令）
- スポーツ振興投票の対象試合における選手、監督、コーチ及び審判員の登録に関する省令
- スポーツ振興法施行令第二条第二項の規定に基づき体育館及び水泳プールに備える附属施設並びに水泳プール及び運動場の種類を定める省令
- 青少年及び成人の学習活動に係る知識・技能審査事業の認定に関する規則
- 青少年及び成人の学習活動に係る知識・技能審査事業の名称等に関する省令
- 青少年の読書指導のための資料の作成等に関する規程
- 専修学校設置基準
- 専門職大学院設置基準

### た行
- 単位制高等学校教育規程
- 短期大学設置基準
- 短期大学通信教育設置基準
- 大学院設置基準
- 大学設置基準
- 大学通信教育設置基準
- 大学入学資格検定規程
- 大学の教員等の任期に関する法律第三条第一項等の規定に基づく任期に関する規則に記載すべき事項及び同規則の公表の方法に関する省令
- 大学の設置等の認可の申請手続等に関する規則
- 中学校設置基準
- 中学校通信教育規程
- 特別支援学校の高等部の学科を定める省令

### な行
- 日本私立学校振興・共済事業団の財務及び会計に関する省令

### は行
- 放送大学学園に関する省令

### ま行
- 文部科学省著作教科書出版資格審査申請書規則
- 文部科学省著作教科書製造原価計算規則
- 文部科学省著作教科書の出版料算定規則
- 文部省映画及び幻灯画頒布規程

### や行
- 幼稚園設置基準

### ら行
- 理科教育のための設備の基準に関する細目を定める省令